# Cyprian Trzciński

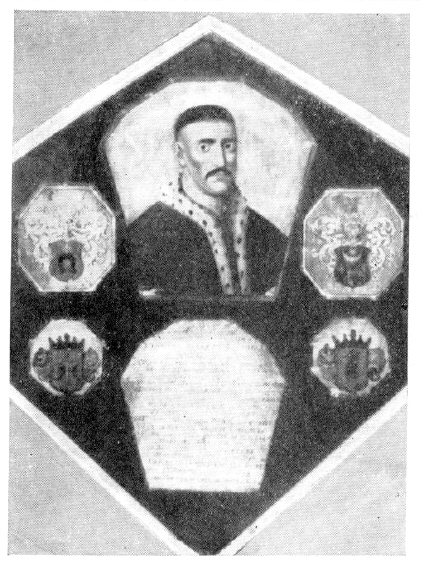
Epitafium Cypriana Trzcińskiego (+1682), w kościele św. Katarzyny w Brodnicy

Cyprian Trzciński herbu Leliwa odmienna – ławnik ziemski michałowski w latach 1664-1682.
Poseł sejmiku generalnego pruskiego na sejm 1664/1665 roku, pierwszy sejm 1666 roku, sejm 1667 roku.